# Leonard Rose

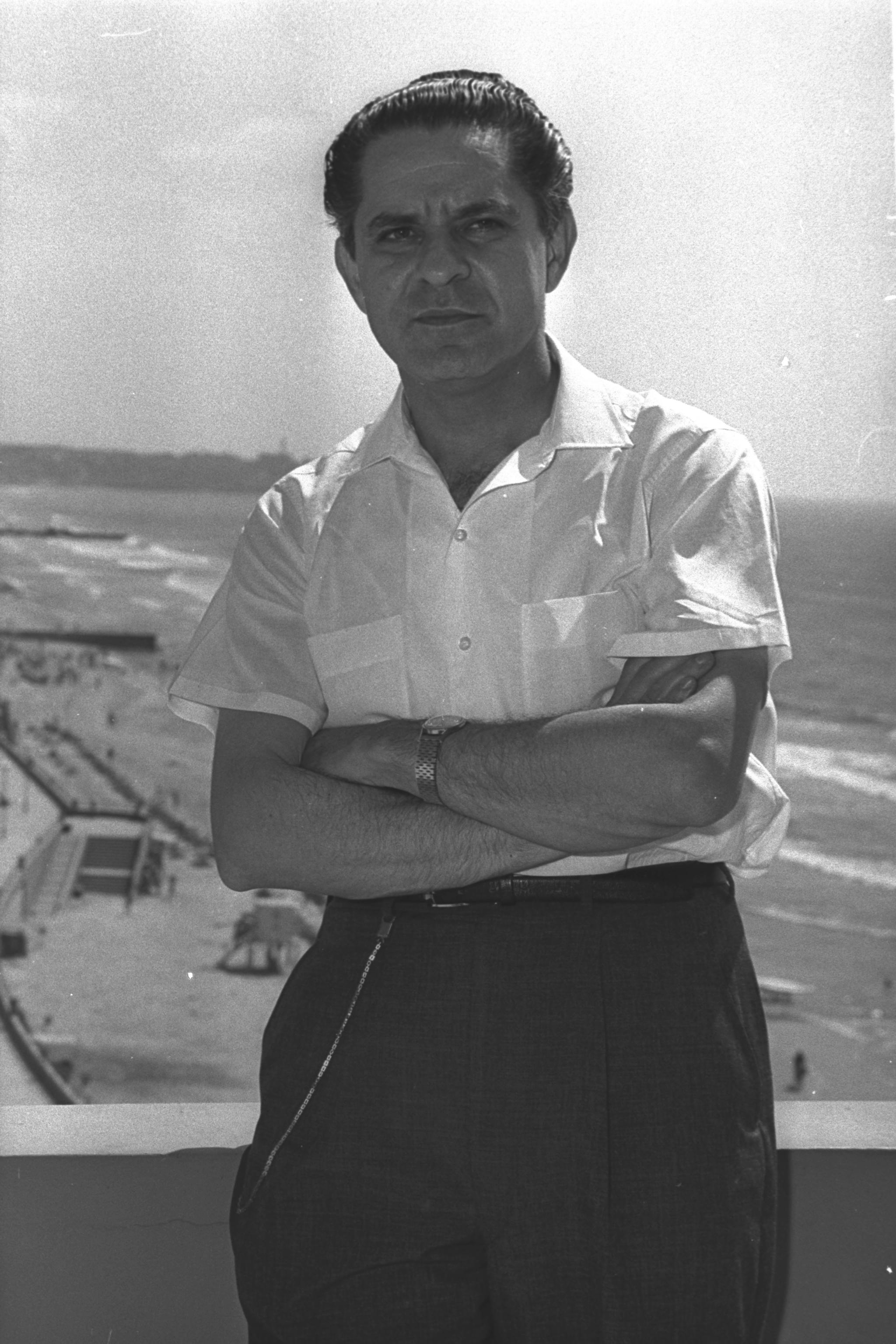
Leonard Rose

Leonard Rose (* 27. Juli 1918 in Washington, D.C.; † 16. November 1984 in White Plains, New York) war ein US-amerikanischer Cellist.

## Leben und Wirken
Roses jüdische Eltern stammten aus Russland. Er selbst wuchs in Miami, Florida, auf. Von 1934 bis 1938 besuchte er das Curtis Institute of Music in Philadelphia. 1938 erhielt Rose sein erstes Engagement beim NBC Orchestra unter der Leitung von Arturo Toscanini. Von 1939 bis 1943 spielte er beim Cleveland Orchestra und von 1943 bis 1951 beim New York Philharmonic Orchestra.
Seit den 1950er Jahren betätigte sich Rose vorwiegend als Solist und mit kleineren Ensembles. Legendär ist seine Zusammenarbeit mit dem Violinisten Isaac Stern und dem Pianisten Eugene Istomin. Ihre Gesamtaufnahme der Klaviertrios von Beethoven erhielt 1971 den Grammy Award für die beste Kammermusik-Einspielung.
Rose war auch erfolgreich als Lehrer, er unterrichtete an der Juilliard School of Music und am Curtis Institute of Music. Zu seinen bekanntesten Schülern gehörten Lynn Harrell und Yo-Yo Ma.

## Quelle
- Cello.org

| Personendaten    | Personendaten             |
| ---------------- | ------------------------- |
| NAME             | Rose, Leonard             |
| KURZBESCHREIBUNG | US-amerikanischer Cellist |
| GEBURTSDATUM     | 27. Juli 1918             |
| GEBURTSORT       | Washington, D.C.          |
| STERBEDATUM      | 16. November 1984         |
| STERBEORT        | White Plains, New York    |